# Christoph Sonntag (Kabarettist)

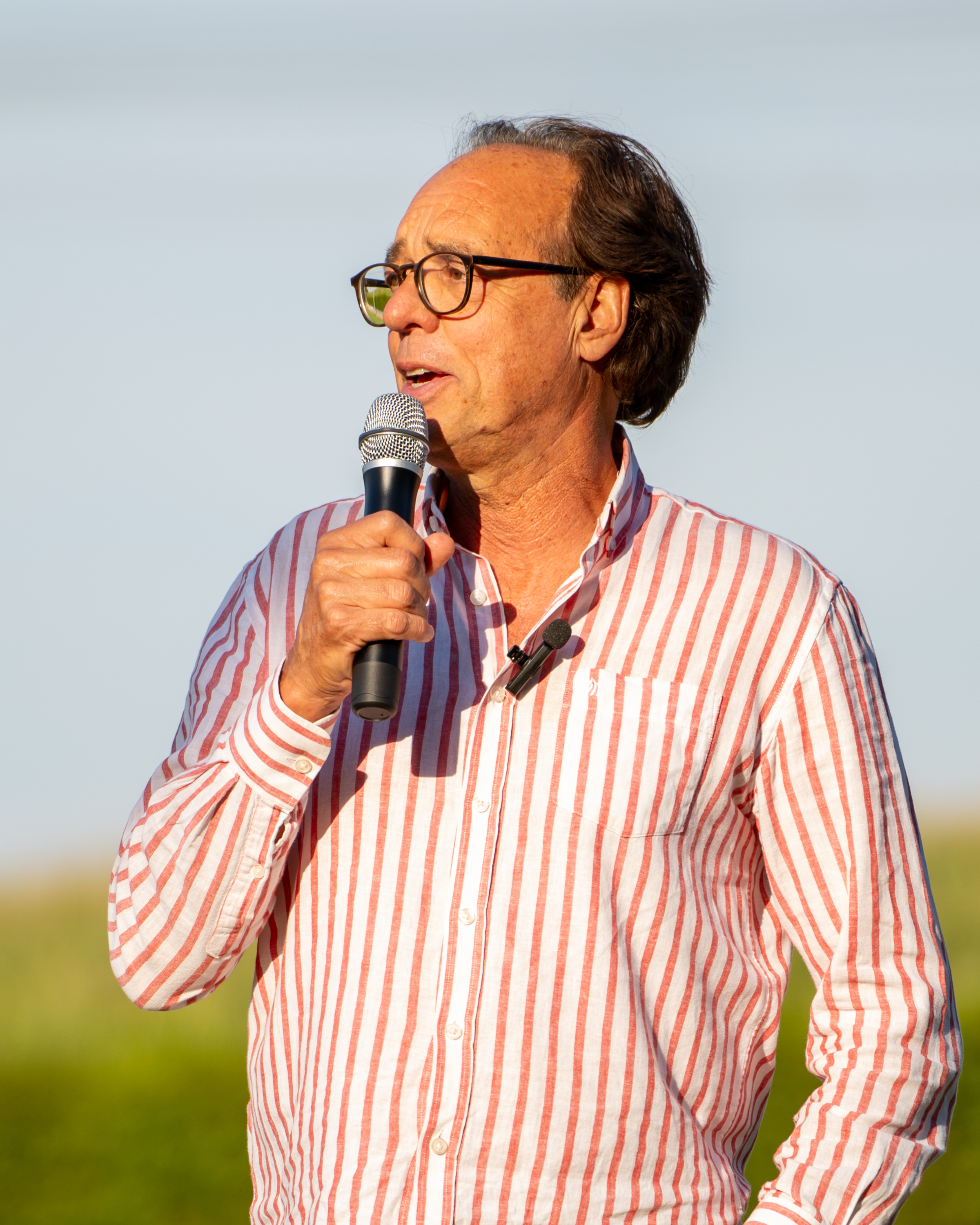
Christoph Sonntag (2025)

Christoph Sonntag (* 1962 in Waiblingen) ist ein deutscher Kabarettist. Seine Auftritte sind geprägt durch den schwäbischen Dialekt.

## Leben und Karriere
Christoph Sonntag studierte an der TU München sowie der TU Berlin und ist diplomierter Landschaftsplaner. Nach einer autodidaktischen Journalistenausbildung von 1984 bis 1988 arbeitete er unter anderem bei der Süddeutschen Zeitung, dem Umweltmagazin natur und beim Zeitungsverlag Waiblingen. Von 1985 bis 1988 nahm er Schauspielunterricht. Seine Karriere als Kabarettist begann er 1985 mit ersten Soloauftritten. Seit Ende der 1980er Jahre ist er in Rundfunk und Fernsehen präsent, vor allem beim SWR, insbesondere bei SWR3.
Daneben erfüllte Sonntag von 2004 bis 2005 einen Lehrauftrag der Hochschule Heilbronn im Fachbereich „Kultur- und Freizeitmanagement“.
In den Jahren 2007 und 2008 hatte Sonntag zwei Auftritte in New York City: zunächst am Laurie Beechman Theater, Titel „Schwäbisches Kabarett am internationalen Tag der Toleranz“ und 2008 im Helen Mills Theater.
Am 16. Februar 2013 feierte Sonntag mit dem „Jüngsten Ger(i)ücht“ in der Fellbacher Kelter Premiere, wo er seitdem jedes Jahr als „Bruder Christophorus“ vor rund 1000 Gästen bei Bockbier, Schillerwein und Gaisburger Marsch mit einer „Fastenpredigt“ Prominenten die Leviten liest.

### Frühe Kabarett-Programme
Sein erstes Programm hieß „Kein Volk, ein Teig, ein Rührer“ (1989–1995). Dann folgten die Programme „Gemein sind wir stark“ (1992–1998), „Tausendundeiner lacht“ (1996–2001), „Bescht oph Christoph Sonntag“ (1998 ff.), „Reich und schön – an einem Abend“ (2000 ff.), „Wenn der Mostmann zweimal tingelt“ (2000–2004), „Das Wort vom Sonntag“ (2005) und „Drin was drauf steht“ (2008).

### Kabarett-Programme und Radio-Comedy bei SWR3
Christoph Sonntag tourt mit seinen Live-Programmen im SWR3-Sendegebiet in Baden-Württemberg und Rheinland-Pfalz. Ab 2010 lief seine Radio-Comedy-Serie „AZNZ – Alte Zeiten Neue Zeiten“ bei SWR3. Im Januar 2011 startete die gleichnamige Live-Show, die in Baden-Württemberg und Rheinland-Pfalz mehr als 200.000 Besucher sahen. Am 9. Mai 2012 wurde die Show live in der Stuttgarter Porsche-Arena für das SWR-Fernsehen aufgezeichnet und auf DVD veröffentlicht. Die Aufzeichnung wurde mehr als zwei Dutzend Mal im Fernsehen wiederholt. 2013 ging er mit der Radio-Comedy bei SWR3 „SWR3 Wissen Spezial – Halbwissen, Sonntagswissen, unnützes Wissen“ auf Tour. Mit seinem zehnten Live-Programm „SWR3 Comedy live mit Christoph Sonntag“ tourte er 2014 und – mit dem Zusatz „Muss des sei…?“ – 2015 durch ganz Baden-Württemberg. Im Jahr 2016 startete das Best-of-Liveprogramm „100 Jahre Christoph Sonntag“, das von der Landesschau Baden-Württemberg präsentiert wurde. Ab 2017 tourte er mit seinem Live-Programm „SWR3 Comedy Live Tour mit Christoph Sonntag – Bloß kein Trend verpennt!“.

## „Stiphtung“ Christoph Sonntag
Neben seiner Arbeit als Kabarettist engagiert sich Christoph Sonntag zudem mit seiner Stiphtung Christoph Sonntag gGmbH, die im August 2007 gegründet wurde. Mit der Initiative „Der Max-Eyth-See Stuttgart soll sauber werden“ setzte sich die „Stiphtung“ ihr erstes Ziel. Im Mai 2012 wurde das Vorhaben, den Max-Eyth-See mit frischem Quellwasser komplett durchzuspülen, erfolgreich abgeschlossen. Darüber hinaus sind im Laufe der Jahre weitere Projekte entstanden, etwa der Open-Air-Unterricht im „Klassenzimmer am See“ oder die „Ernährungswochen“. Für diese reist die Stiphtung seit 2010 jedes Jahr in zehn baden-württembergische Haupt- und Werkrealschulen, um Kinder und Jugendliche für „Gesunde Ernährung Tisch & Kultur“ zu begeistern. Mit dem Projekt „Sternchenfänger“ setzt sich die „Stiphtung“ für kranke, behinderte und arme Kinder ein und erfüllt ihnen „Herzenswünsche“. Für das Projekt „StreetCamp“ ist seit November 2012 ein von Streetworkern der Stuttgarter Jugendeinrichtung „Schlupfwinkel“ betreuter Van auf den Straßen Stuttgarts unterwegs, der jugendlichen Ausreißern und obdachlosen Kindern eine erste Anlaufstelle bietet.
Im Jahr 2013 und 2016 fand der „Toleranzgipfel“, eine Mischung aus Symposium und Kabarettveranstaltung zum Thema „Toleranz“ statt. Im Jahr 2015 entstand daraus das Projekt „Toleranzwochen“, in der sich Schulklassen mit dem Thema Toleranz und Intoleranz auseinandersetzen. Das Projekt „Klassenzimmer am Fluss“ beinhaltet ein umweltpädagogisches Angebot auf der kleinen Erleninsel in Waiblingen.
Am 25. April 2015 erhielt Christoph Sonntag im Mannheimer Schloss den Verdienstorden des Landes Baden-Württemberg durch Ministerpräsident Winfried Kretschmann.
Zwei von Sonntag bezahlte Abendessen mit dem baden-württembergischen Sozialminister Manfred Lucha lösten eine Affäre aus, da sie in einen Zeitraum fielen, in dem sich Sonntag um eine Verlängerung eines Projektes seiner Stiftung bemühte, für das er 180.000 Euro an Fördergeldern erhielt. Eine abschließende interne Prüfung der Landeszentrale hat ergeben, dass das Projekt planmäßig durchgeführt wurde, dass alle in Auftrag gegebenen projektbezogenen Leistungen erbracht wurden und dass alle Ausgaben vollständig belegt sind. Die in der Öffentlichkeit laut gewordenen Vorwürfe „hinsichtlich einer unsachgemäßen Verausgabung von Projektmitteln kann die Prüfung nicht bestätigen. Das Gegenteil ist der Fall“, heißt es in der Stellungnahme. Lediglich musste eine Summe von 6537 Euro an die Landeszentrale für politische Bildung  zurückgezahlt werden. Bei dieser Summe handelte es sich um Ausgaben, die komplett ins Projekt geflossen sind, allerdings als vorbereitende Arbeiten vor dem Bewilligungszeitraum stattgefunden haben und deshalb nachträglich nicht in der Projektsumme akzeptiert werden konnten.

## Fernsehauftritte
- Verstehen Sie Spaß?
- Boulevard Bio
- Spätschicht – Die Comedy Bühne
- Ottis Schlachthof (BR)
- Scheibenwischer
- Ein Fall für B.A.R.Z. (Gastrolle)
- alles muss raus
- Immer wieder sonntags
- Eröffnung Cannstatter Wasen[9]
- Einfach die Besten
- Treffpunkt – Das jüngste Ger(i)ücht
- Christoph Sonntag: AZNZ – Alte Zeiten Neue Zeiten, Live-Mitschnitt aus der Porsche-Arena[10]
- Eröffnung Cannstatter Volksfest (SWR)
- Menschen der Woche
- Stuttgarter Kabarettfestival – Wettbewerb um den Stuttgarter Besen 2014
- Bruder Christophorus – Das jüngste Ger(i)ücht
- Meister des Alltags (SWR)
- Sonntag am Freitag (SWR)
- Verstehen Sie was?
- Die Fallers – Die SWR Schwarzwaldserie, (SWR, Gastrolle in Episode 852: Ohne Wasser)
- SOKO Stuttgart (ZDF, Gastrolle in Episode Nr. 200: Durchgeknallt)
- Ab durch die Heimat (SWR 2016)
- Der Nächste, bitte! – Neue Comedy aus dem Süden (SWR 2017)
- Eine Hochzeit platzt selten allein (ARD 2018, Co-Autor und Nebenrolle)

## Liveprogramme
- 1989: Kein Volk, ein Teig, ein Rührer
- 1992: Gemein sind wir stark
- 1996: Tausendundeiner lacht
- 1998: Bescht oph
- 2000: Reich und schön – an einem Abend
- 2002: Wenn der Mostmann zweimal tingelt
- 2005: Das Wort vom Sonntag (2006 auf DVD erschienen)
- 2008: Drin was drauf steht
- 2011–2012: AZNZ – Alte Zeiten Neue Zeiten (im August 2012 auf DVD erschienen)
- 2013–2020: Jährliche Fastnacht – Das Jüngste Geri(ü)cht mit Bruder Christophorus Sonntag
- 2013: SWR3 Comedy SWR3 Wissen Spezial – Halbwissen, Sonntagswissen, unnützes Wissen
- 2014: SWR3 Comedy live mit Christoph Sonntag
- 2015: SWR3 Comedy live mit Christoph Sonntag – Muss des sei…?
- 2016: Die SWR Landesschau Baden-Württemberg präsentiert: 100 Jahre Christoph Sonntag – Die Jubeltour!
- 2017–2018: SWR3 Comedy Live Tour mit Christoph Sonntag – Bloß kein Trend verpennt!
- 2018: Die Vortragsshow – Was machen macht was!
- 2020: WÖRLDWAID
- 2023: Ein Tritt Frei

## Diskographie
- 1995: Fundamt, Biberle & Co., Merkton C&P
- 1997: Termin bei Zahnarzt Dr. Sonntag, Nullviernull Tonproduktion, Hamburg
- 1998: Bescht oph Christoph Sonntag, SDR Holding / 2001 SWR Media GmbH u. VHS
- 1998: Dr große Graba – Asterix auf schwäbisch, Les Editions Albert Rene / Sony
- 1999: Zahnarzt Dr. Sonntag – das Beste von Bühne, Seh- und Hörfunk Kneifidelity / Sony
- 2001: I hörs doch! Staatl. Fundamt für peinliche Verluste, Kneifidelity / BMG
- 2003: Reich und schön – an einem Abend, Vertrieb Mäule & Gosch
- 2003: Wenn der Mostmann zweimal tingelt, Vertrieb Mäule & Gosch
- 2006: Das Wort vom Sonntag (Live-DVD), Sonntag – Santamaria – Tichy / Vertrieb Mäule & Gosch
- 2008: Sowas könntsch im Radio net brenga, Vertrieb Mäule & Gosch
- 2009: Drin was drauf steht, (Live-Doppel-CD), Vertrieb Silberburg-Verlag, ISBN 978-3-87407-980-8
- 2011: AZNZ – Alte Zeiten Neue Zeiten. Die Original Comix aus dem Radio, Elchrecords – SWR3 Club
- 2011: So senn mir (Schwabionalhymne). Ein Kabarettist spielt mit sich selber, Vertrieb Silberburg-Verlag, ISBN 978-3-8425-1904-6
- 2011: AZNZ – Alte Zeiten Neue Zeiten (Live-CD), Vertrieb Silberburg-Verlag
- 2012: AZNZ – Alte Zeiten Neue Zeiten (Live-DVD), Vertrieb Sony Music Entertainment
- 2014: SWR3 Comedy mit Christoph Sonntag – Wissen Spezial (Live-CD), Elchrecords – SWR3 Club
- 2014: SWR3 Comedy Live mit Christoph Sonntag – Die neue Tour (CD)
- 2015: Du musch noch Geige üben (CD)
- 2017: 100 Jahre Christoph Sonntag – Die Jubeltour (CD)
- 2017: Hits of Christoph Sonntag (CD)
- 2019: Bloß kein Trend verpennt (CD)

## Bücher
- Ein Sonntag im staatlichen Fundamt für peinliche Verluste. Bleicher, Gerlingen 1992, 4. Auflage 1997, ISBN 3-88350-111-5.
- Hammer und Spachtel, Bleicher / Theiss Verlag, 1995, 2. Auflage 1997, ISBN 3-88350-118-2.
- Fauschd uff Schwäbisch, Eichborn AG, 1997, ISBN 3-8218-3457-9.
- Reich und schön – an einem Abend / Hör’s doch – Wendebuch, Theiss Verlag, 2001, 1. Auflage 2001 ISBN 3-88350-121-2.
- Wenn der Mostmann zweimal tingelt, Theiss Verlag, 2002, 2. Auflage 2003, ISBN 3-8062-1689-4.
- Sonntag hält Wort, Theiss-Verlag, 2005, 1. Auflage 2005, ISBN 3-8062-1936-2.
- Schwäbische populäre Irrtümer, be.bra Verlag, 2006, 2. Auflage 2007, ISBN 3-86124-603-1.
- Ein perfekter Sonntag: Ausflugstipps vom Meisterkabarettisten, Silberburg-Verlag 2009, 3. Auflage 2009, ISBN 978-3-87407-816-0.
- Das Busorakel, Hohenheim Verlag 2009, ISBN 978-3-89850-192-7.
- Schwäbisch für Anfänger, Langenscheidt Verlag 2010, ISBN 978-3-468-73801-2.
- Deutschland deine SchwaBadener. Baden-Württemberg von innen, Silberburg-Verlag 2010, 2. Auflage 2010, ISBN 978-3-87407-997-6.
- AZNZ Alte Zeiten Neue Zeiten. Damals war heute noch Zukunft …, Silberburg-Verlag 2011, ISBN 978-3-8425-1133-0.
- Sonntags Ausflüge: 133 1/3 famose Ziele, Geheimtipps und Adressen, Silberburg-Verlag, Tübingen 2014, ISBN 978-3-8425-1300-6.
- So, jetzt wär des au g’schwätzt – Warum man uns Schwaben gerne mal gern haben kann, Heyne Verlag 2015, ISBN 3-453-60334-6.
- Und sie dreht sich noch: Wie Ihr die Welt retten könnt. Wenn Ihr wollt. sonntag.tv Verlag 2020, ISBN 978-3982254104.